# دامينغ سونوسي
محمد دامينغ سونوسي (ولد في بولوكومبا، جنوب سولاويزي بإندونيسيا في 1 من يونيو عام 1952م)   هو قاض من إندونيسيا.

## مواقع أخرى
- نسخة محفوظة 2013-10-16 على موقع واي باك مشين. Pengadilan Tinggi Palembang في 15 أكتوبر 2013 ...